# Uwe B. Carstensen
Uwe B. Carstensen (* 24. April 1955 in Mülhausen, Frankreich) ist ein deutscher Dramaturg, Lektor und Theaterregisseur.

## Leben
Carstensen studierte Germanistik, Anglistik, Romanistik und Kunstgeschichte an der Johannes Gutenberg-Universität in Mainz, in Aix-en-Provence und Hamburg. Ab 1979 war er Regieassistent am Staatstheater Stuttgart und am Thalia Theater Hamburg. Von 1983 bis 1990 war er am Bayerischen Staatsschauspiel als Dramaturg beschäftigt.
1986 inszenierte er Fülle des Wohllauts nach Thomas Mann mit Martin Benrath und 1989 die Uraufführung von Gundi Ellerts Elena und Robert mit Joana Maria Gorvin. 1990 wurde Carstensen Leiter der Abteilung Theater, Film, Fernsehen im S. Fischer Verlag in Frankfurt am Main. Dort gibt er zusammen mit Stefanie von Lieven die Buchreihe Theater Theater mit aktuellen Theaterstücken heraus.
1993 heiratete Carstensen die Schauspielerin Hannelore Elsner. Die Ehe wurde im Jahr 2000 geschieden.